# Vallabrègues
Vallabrègues é uma comuna francesa na região administrativa de Occitânia, no departamento de Gard. Estende-se por uma área de 14,33 km². Em 2010 a comuna tinha 1 399 habitantes (densidade: 97,6 hab./km²).